# Radiator Springs Racers
Radiator Springs Racers is een attractie in het Amerikaanse Disney California Adventure Park, gebaseerd op de film Cars. Deze attractie omvat zowel een slot car race als een darkride. De attractie opende op 15 juni 2012 in themagebied Cars Land, een deel van het park dat ingericht is a.d.h.v. de film Cars. De attractie is een van de duurste Disney-attracties in het resort.
De bezoekers maken de tocht in auto's die eruitzien als auto's uit de films van Cars. Hiermee rijden ze door Ornament Valley, een weids landschap met woestijn en canyons. Dit weidse landschap is gecreëerd met behulp van Forced perspective, een methode van optische illusies waardoor de rotsformaties groter en verder weg lijken dan ze zijn.
In het begin van de rit rijdt het voertuig door een woestijnlandschap via een kronkelweg bergopwaarts. Boven in de rotsformatie rijdt het voertuig het darkridegedeelte in waarbij de route bij nacht wordt afgelegd en men verschillende animatronics, autopersonages uit de film tegenkomt. Hierna rijdt men door het dorp Radiator Springs waarbij de route in tweeën wordt gesplitst. De ene auto gaat links, de andere rechts zodat ze hierna tegen elkaar kunnen racen. Maar voordat de race begint gaan beide auto's door de garage waar ze worden opgelapt. Hierna volgt de race. Twee voertuigen worden naast elkaar opgesteld, waarna beide voertuigen tegen elkaar racen met een topsnelheid van 64 km/u. Deze wedstrijd vindt buiten in het rotslandschap plaats. Onderweg op een afdaling wordt een foto gemaakt. De winnaar wordt random bepaald waardoor een van de voertuigen net iets eerder de finish bereikt. Hierna rijden de auto's door een grot met druipstenen en komen beide banen weer bij elkaar.

## Afbeeldingen

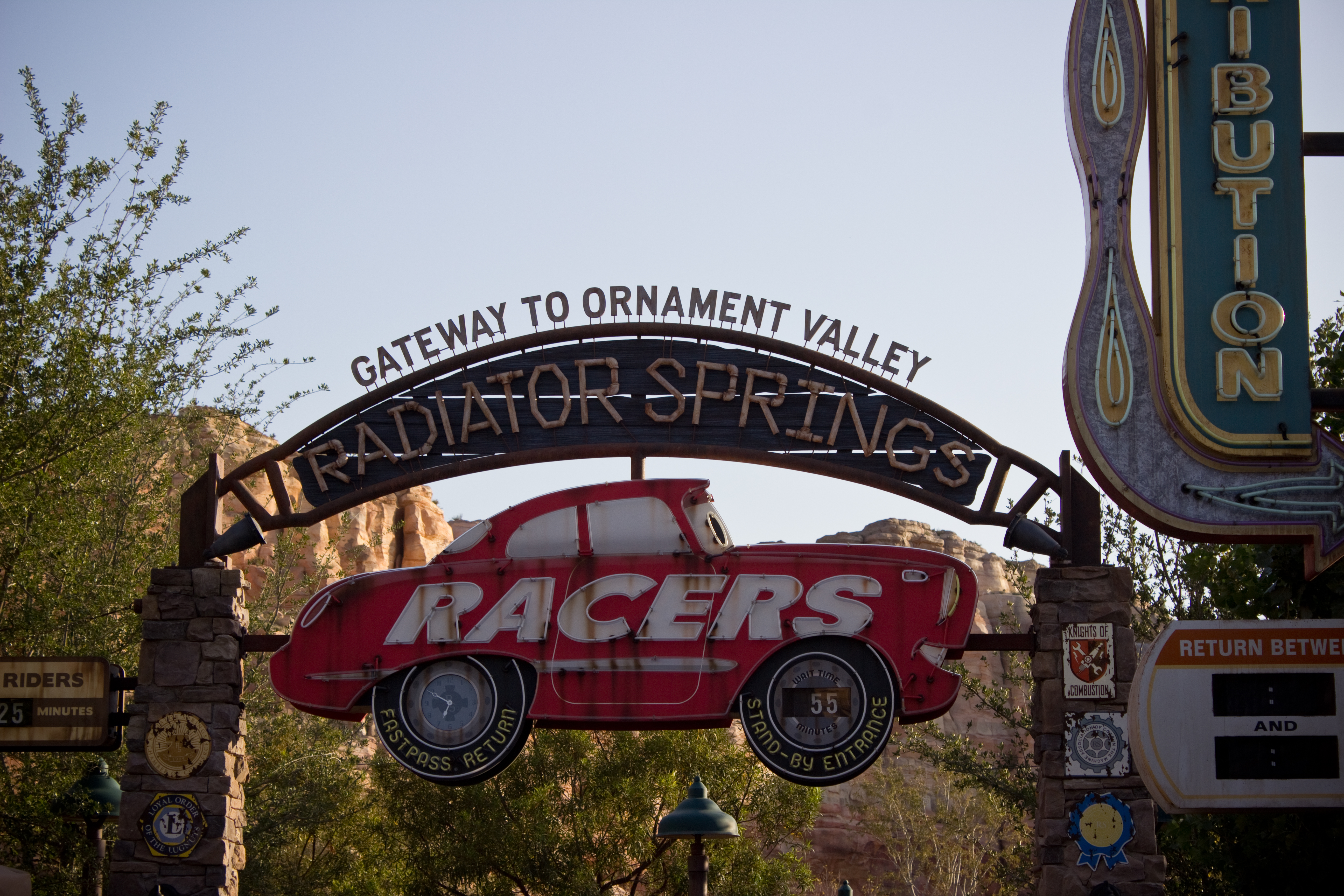
Entree
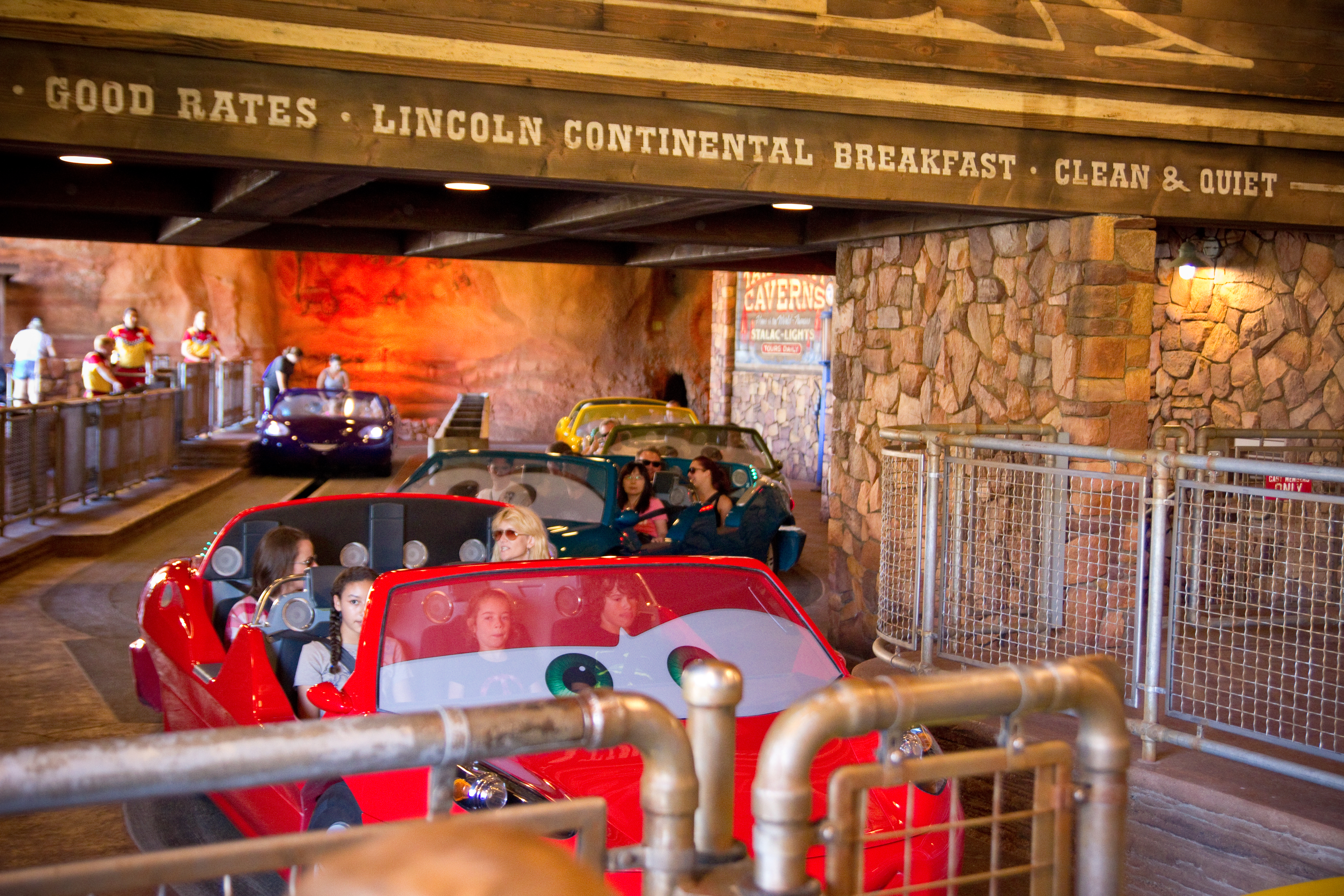
Het station waar de bezoekers instappen
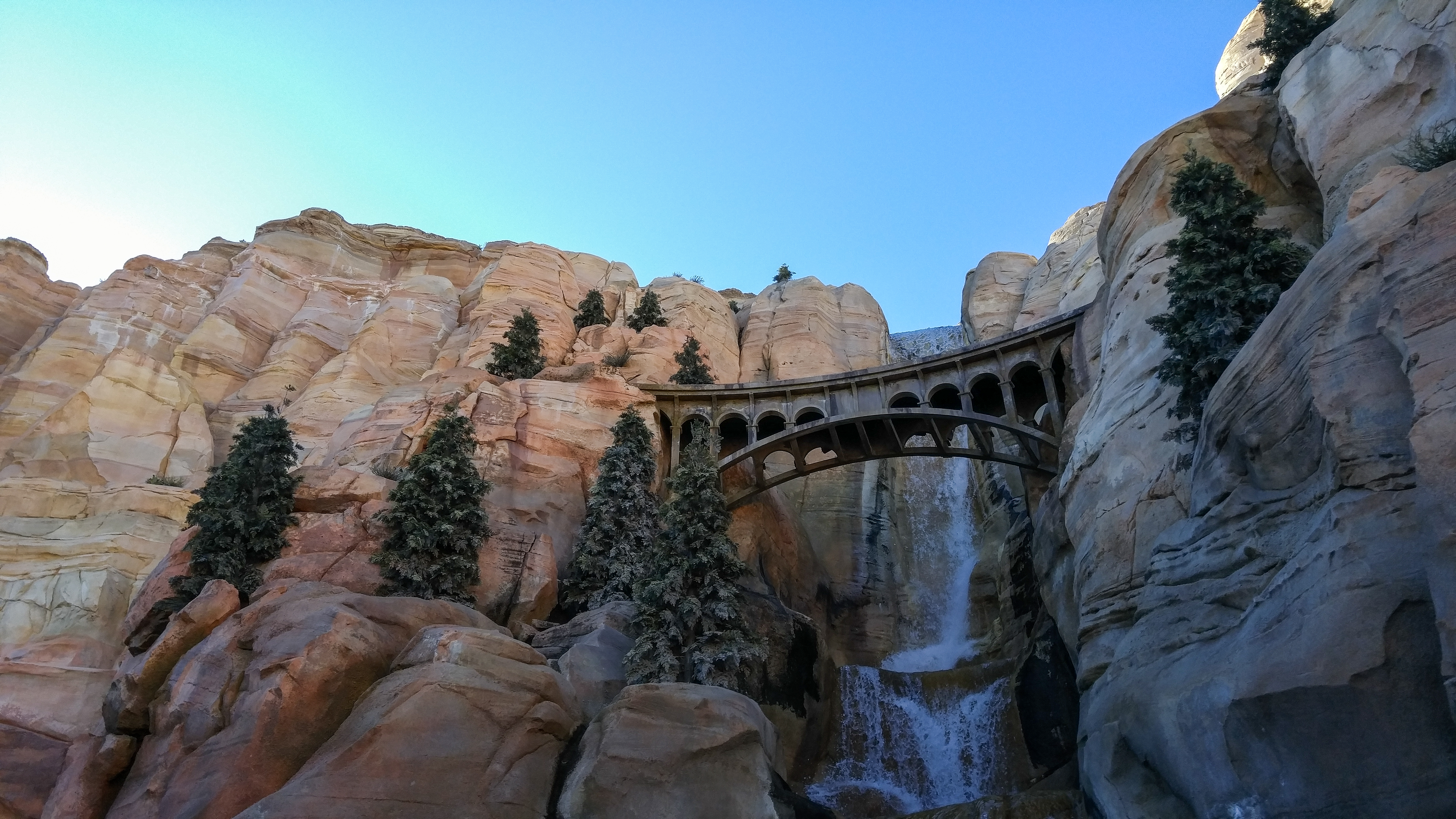
De waterval met brug, gecreëerd met forced perspective
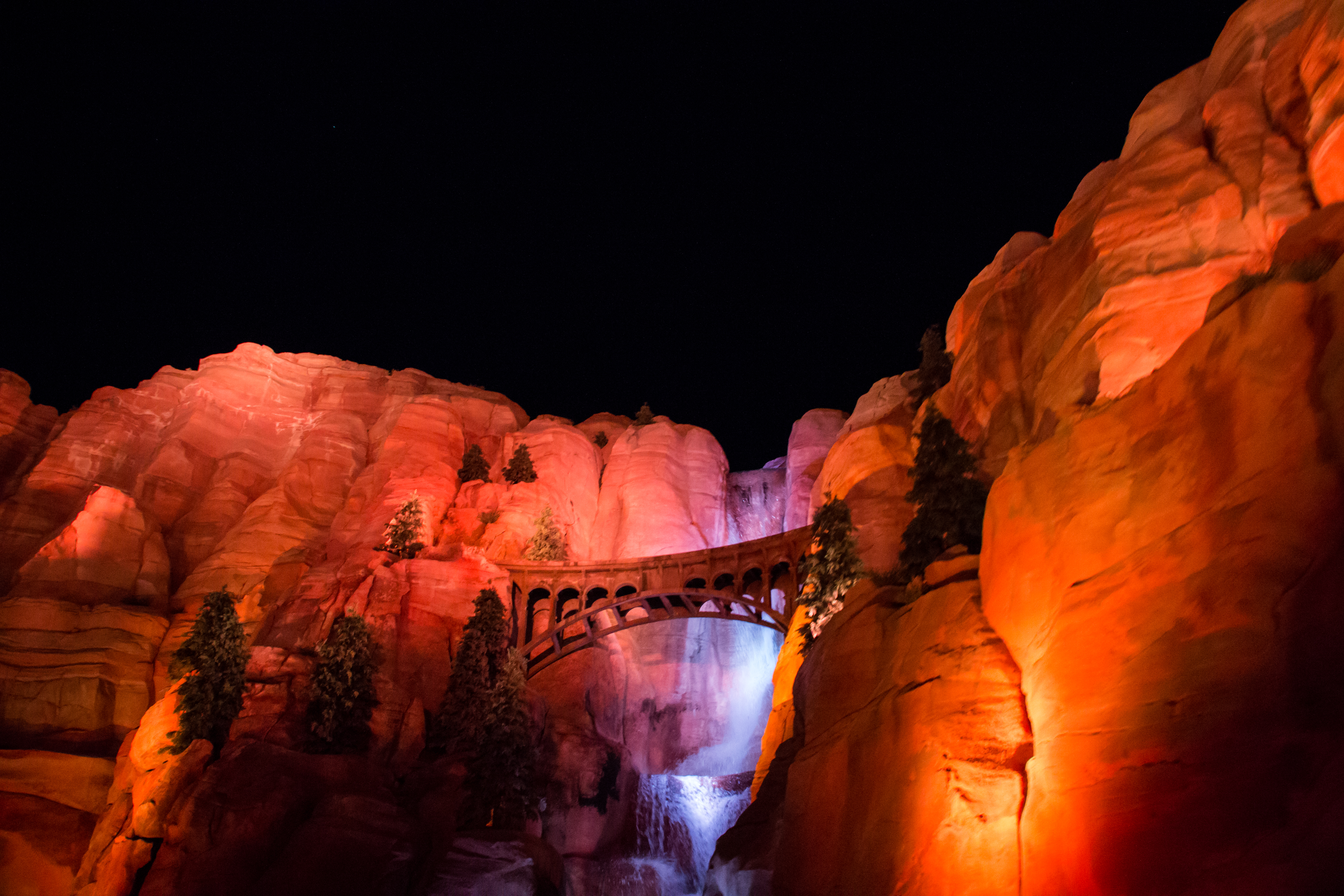
De waterval bij nacht
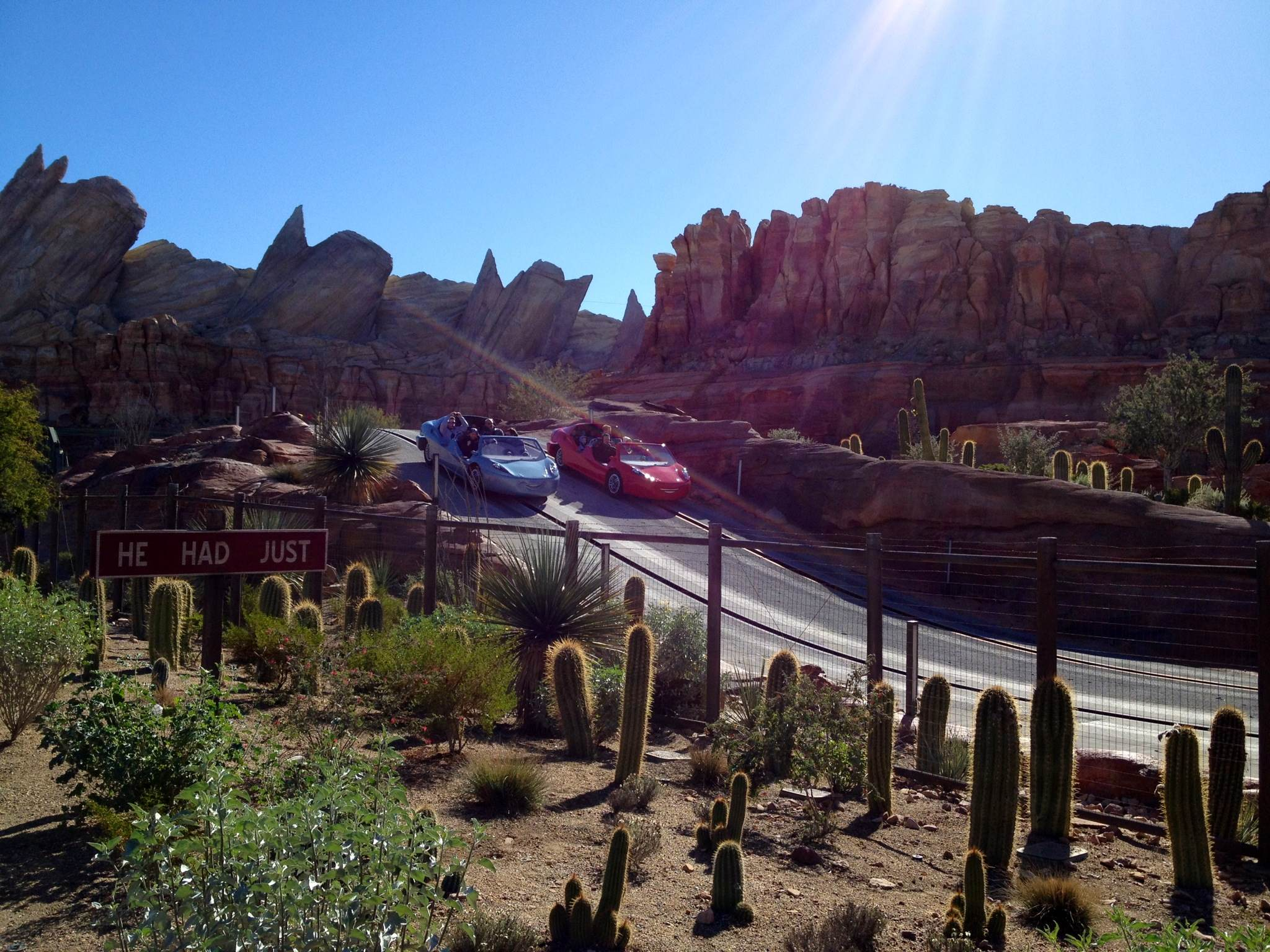
Twee auto's racen tegen elkaar
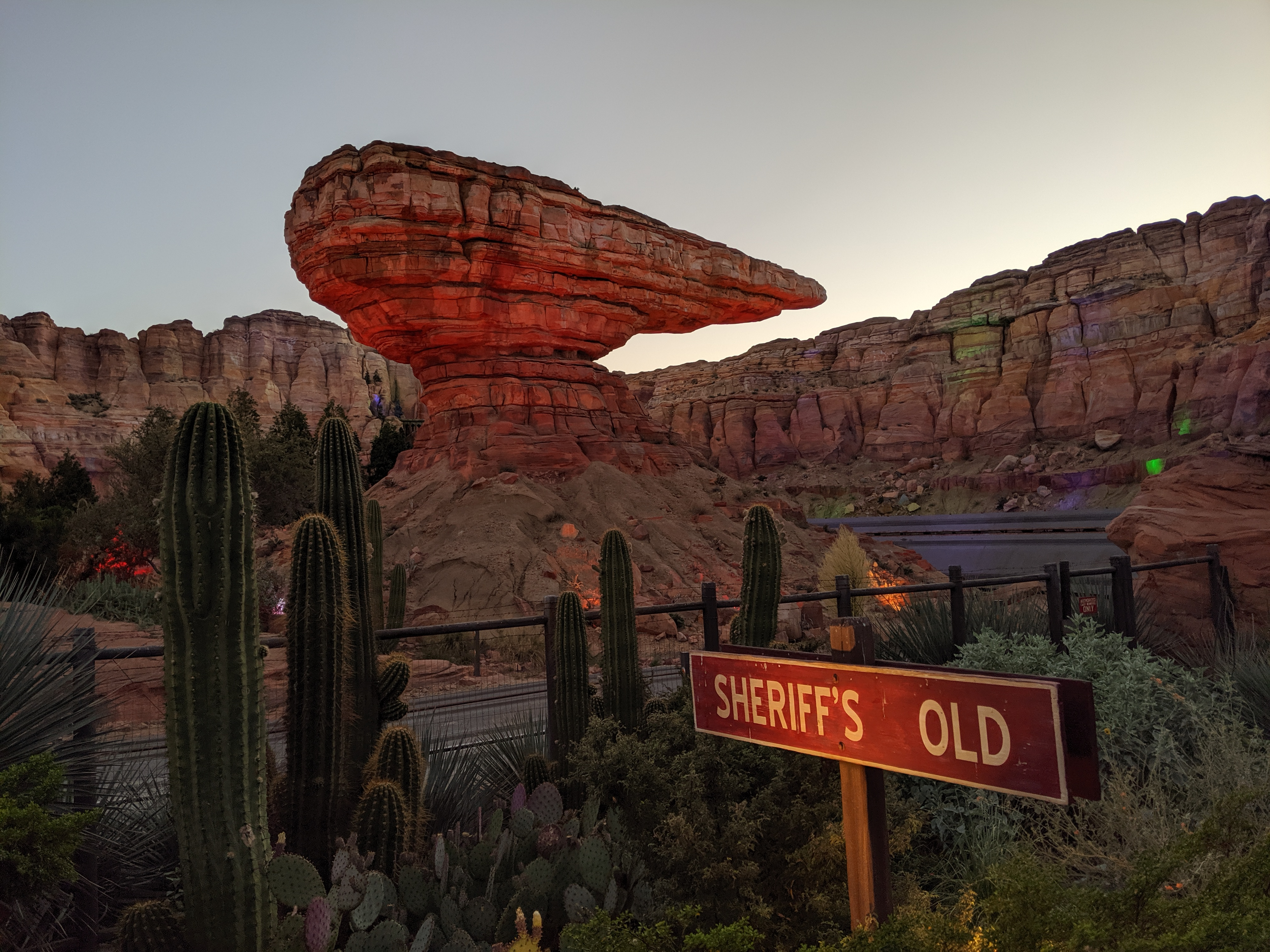
Een imposante rotspartij

Disneyland Resort · Lijst van attracties in Disney California Adventure Park